# Tipster
Der Begriff Tipster kommt ursprünglich aus dem Englischen und beschreibt eine Person, die auf regelmäßiger Basis Tipps und Informationen für Sportwetten liefert, die andere Personen für ihre eigenen Zwecke nutzen können. Das ist vergleichbar mit der Rolle eines Börsenanalysten, der seinerseits Kaufempfehlungen für Aktien ausspricht. Tipster sind besonders in Nordamerika und Großbritannien weit verbreitet und populär, wozu auch das Internet als einfaches Verbreitungsmedium nicht unerheblich beigetragen hat. Alternative deutsche Begriffe zum Wort „Tipster“ sind sowohl „Tippgeber“, „Tipper“ und auch Experte; allerdings sind all diese Begriffe nicht deckungsgleich mit dem Begriff Tipster und beschreiben lediglich Teilaspekte des Phänomens.
Ein Tipp im Bereich Sportwetten ist eine von einer dritten Partei vorgeschlagene Wette, der üblicherweise mehr Wissen und Kompetenz in diesem speziellen Feld zugeschrieben wird als dem Buchmacher, der die Preise festlegt. Die Abgabe der vorgeschlagenen Wette zu den vorgeschlagenen Preisen würde bei einem guten Tipster zu langfristigen Profiten führen, weshalb einem Tipster durchaus eine ähnliche Rolle wie einem Anlagenberater zugeschrieben werden kann.
Bei erfolgreichen Tipstern handelt es sich häufig um Personen mit Insiderwissen, das der breiten Öffentlichkeit nicht zugänglich ist. Es gibt jedoch auch viele Tipster die ähnlich respektable Ergebnisse mit langfristigen Profiten durch die Analyse öffentlich verfügbarer Informationen erzielen.
Gute Tipster verwenden meist statistisch gestützte Schätzverfahren über den Wahrscheinlichkeiten der möglichen Ausgänge bei einer gegebenen Wette, die sich mit den Quoten der Sportwettenanbieter vergleichen lassen. Sofern eine ausreichend große Lücke zwischen subjektiv realer Wahrscheinlichkeit und der durch die Auszahlungsquote implizierten Wahrscheinlichkeit klafft, handelt es sich um eine Gelegenheit eine profitable Wette abzugeben – im Englischen wird dieses Konzept häufig mit dem Begriff value bet umschrieben. Beim Vorliegen von value (etwa: „Mehrwert“) empfiehlt ein Tipster seinen Klienten die Abgabe der Wette.
Ein bekannter deutscher Tipster war in den 1920er Jahren Max Klante, der eine ursprünglich auf Pferdewetten basierende Anlagefirma in ein betrügerisches Schneeballsystem umwandelte.

## Tipster in Großbritannien
In Großbritannien verbindet man den Begriff Tipster häufig mit Pferdewetten, doch ist er prinzipiell für jede Sportart oder Ereignis gültig, auf das in irgendeiner Form Wetten angeboten werden. In jeder größeren britischen Zeitung (und auch in Irland) findet sich zudem eine Tipstersektion, in der Tipps zu den Pferderennen des Tages zu finden sind. Hier werden häufig bestimmte Wetten mit der Bezeichnung „NAP“ versehen – dies kennzeichnet die Wette, die der betreffende Tipster für die beste Wette des Tages hält. Analog bezeichnet „nb“ die zweitbeste Wette („next best“).

## Tipster im Internet
Im Internet haben sich verstärkt Foren und Communities gebildet, in deren Rahmen Tipps und Informationen zu Sportwetten getauscht, und in manchen Fällen regelrecht gehandelt werden. Häufig geschieht dies in Gestalt eines Tippwettbewerbs, bei dem es nicht selten auch Preise zu gewinnen gibt.
Ebenfalls populär geworden, besonders in englischer Sprache, sind professionelle Tipsterangebote, bei denen Kunden ihre Tipps bei professionellen Tipstern käuflich erwerben können. Essentiell handelt es sich dabei um den Erwerb von Expertenwissen, das sich der Kunde zunutze macht, um seinerseits Profit zu erwirtschaften. In dieser Hinsicht ist ein Tipster vergleichbar mit einem Anlageberater, der seinerseits Geld dafür verdient, seinen Kunden zu sinnvollen Anlagestrategien zu raten. Anders als im angelsächsischen Raum ist es in Mitteleuropa jedoch noch eher unüblich, Sportwetten als Anlageform zu betrachten, weshalb eine entsprechende Sichtweise auf kulturelle Vorbehalte stößt.

## Die Arbeitsweise der Tipster
Folgende Faktoren werden von Tipstern bei der Erstellung ihrer Spielprognosen berücksichtigt:
- Analyse der Tabellen und Statistiken
- Die Formkurve der beiden Mannschaften und deren Schlüsselspieler
- Ausfälle und Sperren
- Mögliche Aufstellung und deren Auswirkung auf den Spielverlauf
- Die aktuelle Vereinslage
- Wetterprognosen
- Analyse der Ausgangssituation (Spiel auf Sieg oder Unentschieden)
- Analyse der Wettquoten diverser Wettanbieter
- Statistiken des Schiedsrichters
- die Größe des Heimvorteils
- eventuelle Doppelbelastungen der beiden Mannschaften